# Camp militaire Soundiata-Keïta (Mali)
Pour l’article homonyme, voir Camp militaire Soundiata-Keïta (Guinée).

Le camp militaire Soundiata-Keïta est un camp de l'armée de terre malienne situé à Kati.
Ce camp, qui est en fait une ville-garnison, compte quatre régiments de chacun 2000 hommes : un régiment d'infanterie, un régiment de blindés (35e régiment blindé) un régiment d'artillerie et un régiment des transports (régiment de transports et d’entretiens - RTE).
Le chef d’état-major général des armées (CEMGA) et le directeur du matériel, des hydrocarbures et du transport des armées y ont leur bureau.
Le camp comporte en outre :
- un centre d'instruction[1]
- le Prytanée militaire de Kati
- Une polyclinique construite par l’ancien Guide libyen Kadhafi où sont soignés la plupart des blessés de guerre[1].

Les militaires logent directement dans le camp, avec un foyer des militaires mariés, tous grades confondus, et un autre quartier pour les militaires célibataires. La plus grande partie des habitations sont des constructions de fortune, en banco ou en tôles rouillées. 